# Alvardyngbagge
Alvardyngbagge (Aphodius immundus) är en skalbaggsart som beskrevs av Christian Creutzer 1799. Alvardyngbagge ingår i släktet Aphodius, och familjen bladhorningar. Enligt den svenska rödlistan är arten akut hotad i Sverige. Arten förekommer på Öland. Arten har tidigare förekommit på Gotland men är numera lokalt utdöd. Artens livsmiljö är jordbrukslandskap.